# Mauro Garofalo
 Mauro Garofalo  (Roma, 19 de septiembre de 1974) escritor y periodista italiano. 
Colabora con distintos medios como Nòva/ Il Sole 24 Ore o la RAI.

## Obra
- In pArte Morgan, 2008
- Iolavorointivu, 2010
- ElettricaVitA, 2012